# Дельміра Аґустіні
Дельміра Аґустіні (ісп. Delmira Agustini 1886 — 1914) — уругвайська поетеса.

## Життєпис
Народилася 24 жовтня 1886 в уругвайській столиці Монтевідео, в багатій родині. Її батько — уругваєць Сантьяго Аґустіні (пом. 8 липня 1925), мати — аргентинка Марія Муртфельд Тріака (1859 — 1934). 
Дельміра отримала домашню освіту і була дуже обдарованою дитиною: вже в 10 років почала писати вірші, займаючись також французькою мовою, музикою і живописом.
14 серпня 1913 одружилася з Енріке Рейесом (ісп. Enrique Job Reyes) але вже через місяць пішла від нього. 
5 червня 1914 відбулося офіційне розлучення, а через місяць Енріке вбив Дельміру в їхньому будинку двома пострілами в голову, після чого наклав на себе руки. Похована вона була на Центральному цвинтарі Монтевідео.

## Творчість
Аґустіні писала для журналу «La Alborada» («Світанок»). Вона відносилася до т. зв. «Покоління 1900» — поряд з латиноамериканськими поетами-модерністамиХуліо Еррерою, Леопольдо Лугонесом, Рубеном Даріо, якого вважала своїм учителем. 
Даріо порівнював Аґустіні з Терезою Авільською, відзначаючи, що Дельміра — перша іспаномовна письменниця з часів тієї святої.
Поетеса зосередилася на темі жіночої сексуальності, хоча в той час в літературному світі панували чоловіки. Її стиль творчості можна найкраще охарактеризувати як першу фазу модернізму з темами, заснованими на фантастичних і екзотичних предметах.
Ерос, бог кохання, символізує еротизм і він є надихаючим началом для її поезії про плотські задоволення. 
Ерос — головний герой багатьох літературних творів Аґустіні. Вона навіть присвятила йому свою третю свою книжку під назвою «Порожні келихи» (1913), яка сповістила її перехід в новий літературний рух — La Vanguardia (Авангард).

### Поетичні збірки
За життя Аґустіні вийшло три збірки її поезії:
- «Біла книжка» (ісп. El libro blanco 1907)
- «Ранкові пісні» (ісп. Cantos de la mañana 1910)
- «Порожні келихи» (ісп. Los cálices vacíos 1913)

Неопубліковані за життя її вірші увійшли до збірників, що побачили світ у 1924:
- «Квітник Ероса» (ісп. El rosario de Eros)
- «Світила безодні» (ісп. Los astros del abismo)

## У культурі і в кіно
- Ім'я Дельміри Аґустіні набуло популярності в латиноамериканських країнах. «Від неї пішли ми всі, поетеси Америки», — писала про неї чилійська поетеса Ґабріела Містраль[3].
- Американська письменниця Джуді Вераменді написала роман і п'єсу «Порожні келихи» (англійською та іспанською) за мотивами життя і творчості Аґустіні. Прем'єра вистави відбулася в Чикаго у квітні-травні 2003[4].
- У 2012 вийшов франко-португальський фільм «Завтра?»( фр. Demain?) режисера Крістін Лоран за мотивами біографії Дельміри Аґустіні [5] [6].